# Зона Морава у фудбалу
Зона Морава је једна од зонских лига у фудбалу. Зоне су четврти ниво лигашких фудбалских такмичења у Србији. Виши степен такмичења је Српска лига Запад, а нижи су четири окружне лиге —  Рашка окружна лига, Моравичка окружна лига, Прва лига Крагујевца и Окружна лига Косовска Митровица.
Лига је формирана 2007. године, од клубова Шумадијске и Моравичке зоне. Угашена је 2018. године, приликом реорганизације такмичења четвртог ранга на територији Фудбласког савеза региона Западне Србије, заједно са Зоном Дрина и Зоном Дунав. Уместо њих настале су четири нове зоне — Западно-моравска, Колубарско-мачванска, Подунавско-шумадијска и Шумадијско-рашка.
Све четири зоне су угашене на крају сезоне 2023/24, након шест година постојања. Тада је стање враћено на оно из сезоне 2017/18. — обновљене су три некадашње зоне, међу којима је и ова.

## Победници свих првенстава
| Сезона   | Бр. клуб. | Првак                        | Бодови | Вицепрвак               | Бодови | Изв.   |
| 2007/08. | 20        | ФАП, Прибој                  | 75     | Слога, Пожега           | 65     | [ 2 ]  |
| 2008/09. | 18        | Шумадија 1903, Крагујевац    | 71     | Шумадија, Аранђеловац   | 65     | [ 3 ]  |
| 2009/10. | 16        | Полет, Љубић                 | 68     | Победа, Крагујевац      | 67     | [ 4 ]  |
| 2010/11. | 16        | Победа, Крагујевац           | 65     | Мокра Гора, Зубин Поток | 57     | [ 5 ]  |
| 2011/12. | 16        | Бане, Рашка                  | 66     | Слобода, Доње Грбице    | 63     | [ 6 ]  |
| 2012/13. | 16        | Јошаница НД 2011, Нови Пазар | 67     | Мокра Гора, Зубин Поток | 65     | [ 7 ]  |
| 2013/14. | 16        | Шумадија 1903, Крагујевац    | 68     | Мокра Гора, Зубин Поток | 62     | [ 8 ]  |
| 2014/15. | 16        | Мокра Гора, Зубин Поток      | 65     | Тутин, Тутин            | 63     | [ 9 ]  |
| 2015/16. | 15        | Јошаница, Нови Пазар         | 60     | Слобода, Чачак          | 54     | [ 10 ] |
| 2016/17. | 15        | Тутин, Тутин                 | 61     | Раднички, Ковачи        | 54     | [ 11 ] |
| 2017/18. | 15        | Јошаница, Нови Пазар         | 70     | Таково, Горњи Милановац | 69     | [ 12 ] |
| 2024/25. | 14        | Шумадија 1903, Крагујевац    | 70     | Јединство, Коњевићи     | 53     | [ 13 ] |
| 2025/26. | 12        | —, —                         | —      | —, —                    | —      | —      |

## Клубови у сезони 2025/26.
| Клуб          | Место        | Општина      | 2024/25.                         |
| ------------- | ------------ | ------------ | -------------------------------- |
| Бане 1931     | Рашка        | Рашка        | 9.                               |
| Будућност     | Конарево     | Краљево      | 5.                               |
| Вујан         | Прислоница   | Чачак        | 1. у Моравичкој окружној лиги () |
| Гоч           | Врњачка Бања | Врњачка Бања | 6.                               |
| Јединство     | Коњевићи     | Чачак        | 2.                               |
| Мокра Гора    | Зубин Поток  | Зубин Поток  | 3.                               |
| Напредак      | Грачац       | Врњачка Бања | 1. у Рашкој окружној лиги ()     |
| Полет         | Љубић        | Чачак        | 14. у Српској лиги Запад ()      |
| Полет         | Ратина       | Краљево      | 4.                               |
| Слобода       | Чачак        | Чачак        | 8.                               |
| Тутин         | Тутин        | Тутин        | 7.                               |
| Шумадија 1934 | Драча        | Крагујевац   | 1. у Првој лиги Крагујевца ()    |